# Bombacoideae
Bombacoideae is een onderfamilie uit de kaasjeskruidfamilie (Malvaceae). De onderfamilie bestaat uit zowel kruidachtige als houtachtige planten. De soorten uit deze onderfamilie komen voor in de tropische delen van Centraal-Amerika, Zuid-Amerika, Afrika, Zuid-Azië en Zuidoost-Azië.

## Geslachten
- Adansonia L.
- Aguiaria Ducke
- Bernoullia Oliv.
- Bombax L.
- Camptostemon Mast.
- Catostemma Benth.
- Cavanillesia Ruiz & Pav.
- Ceiba Mill.
- Chiranthodendron Larreat.
- Eriotheca Schott & Endl.
- Fremontodendron Coult.
- Gyranthera Pittier
- Huberodendron Ducke
- Lagunaria (DC.) Rchb.
- Matisia Bonpl.
- Neobuchia Urb.
- Ochroma Sw.
- Pachira Aubl.
- Patinoa Cuatrec.
- Pentaplaris L.O.Williams & Standl.
- Phragmotheca Cuatrec.
- Pseudobombax Dugand
- Quararibea Aubl.
- Rhodognaphalon (Ulbr.) Roberty
- Scleronema Benth.
- Septotheca Ulbr.
- Spirotheca Ulbr.
- Uladendron Marc.-Berti